# Georg Holzer (Dramaturg)
Georg Holzer (* 24. September 1974 in München) ist ein deutscher Dramaturg und Übersetzer aus dem Französischen und Italienischen in Nürnberg.

## Leben
Holzer studierte Germanistik, Romanistik und Soziologie in Berlin, Poitiers und Florenz und wurde an der Universität Pau (Frankreich) mit einer Arbeit über Pierre de Ronsard promoviert. Er war Assistent an den Münchner Kammerspielen und 2001 bis 2011 Dramaturg am Bayerischen Staatsschauspiel. Er unterrichtete an der Bayerischen Theaterakademie August Everding, der Universität Basel und der TU Dortmund sowie als Gastprofessor an der Kunsthochschule Berlin-Weißensee. Von 2011 bis 2018 war er Chefdramaturg der Oper Dortmund unter der Intendanz von Jens-Daniel Herzog. Seit 2018 ist Georg Holzer Chefdramaturg für Oper, Ballett und Konzert am Staatstheater Nürnberg.
Holzer übersetzt Theaterstücke und Lyrik aus dem Französischen und dem Italienischen.
2008 erhielt er den André-Gide-Preis der DVA-Stiftung für die Übersetzung des Gedichtzyklus Amoren für Cassandre des französischen Renaissance-Lyrikers Pierre de Ronsard, dessen gesamte Liebeslyrik Holzer bis 2017 erstmals ins Deutsche übertrug.
Für den Komponisten Anno Schreier schrieb er das Libretto zur Oper Turing, die 2022 am Staatstheater Nürnberg uraufgeführt wurde.
Seit 2019 ist er Mitglied der  Bayerischen Akademie der Schönen Künste.

## Publikationen (Auswahl)
- Staatsphilharmonie Nürnberg. 100 Jahre Kulturgeschichte eines Orchesters. (Zus. mit Jörg Krämer, Martin Rempe, Clemens Risi und Sebastian Rocholl). Münster / New York: Waxmann Verlag, 2022. ISBN 978-3-8309-4618-2.
- Krieg und Frieden – Konstruktionen von Geschichte(n). Bericht über das Symposium am 17. und 18. November 2018 im Staatstheater Nürnberg zur Neuinszenierung von Prokofjews „Krieg und Frieden“. (Zus. mit Hans-Peter Frings und Clemens Risi). Staatstheater Nürnberg, 2018.

## Übersetzungen (Auswahl)
- Luca De Bei: Himmel ohne Wolken. Un cielo senza nuvole. München: Drei Masken Verlag, o. J.[5]
- Jean Genet: Die Wände (Les paravents). (Zus. mit Hans-Joachim Ruckhäberle). Frankfurt a. M.: Verlag der Autoren, o. J.[6]
- Pedro Calderón de la Barca: Das Leben ein Traum. München: Drei Masken Verlag, 2007.[7]
- Pierre Carlet de Marivaux: Die Unbeständigkeit der Liebe. Berlin: Gustav Kiepenheuer Bühnenvertrieb, 2003.[8]
- Alexandre de la Patellière/Matthieu Delaporte: Der Vorname. Berlin: Theaterverlag Desch, 2011.[9]
- Alexandre de la Patellière/Matthieu Delaporte: Das Abschiedsdinner. Berlin: Theaterverlag Desch, 2014.[10]
- Pierre de Ronsard: Amoren für Cassandre – Le premier livre des amours. Übers. von Georg Holzer. Hrsg. und kommentiert von Carolin Fischer. Berlin: Elfenbein Verlag, 2006. ISBN 978-3-932245-79-4.
- Pierre de Ronsard: Amoren für Marie – Le second livre des amours; das zweite Buch der Amoren mit den Sonetten und Madrigalen für Astrée. Übers. von Georg Holzer. Hrsg. und kommentiert von Carolin Fischer. Berlin: Elfenbein Verlag, 2010. ISBN 978-3-941184-05-3.
- Pierre de Ronsard: Sonette für Hélène. Mit den verstreuten Amoren. Berlin: Elfenbein Verlag, 2017. ISBN 978-3-941184-68-8.

### Hörspiele
- 2004: Fausto Paravidino: Genua 01 (Übersetzung aus dem Italienischen) – Bearbeitung und Regie: Martin Zylka (Hörspielbearbeitung – WDR)
  - Auszeichnung: ARD-Online-Award 2004
- 2006: Fausto Paravidino: Stillleben in einem Graben (Übersetzung aus dem Italienischen, gemeinsam mit Laura Olivi) – Regie: Steffen Moratz (Hörspielbearbeitung, Kriminalhörspiel – MDR)

Quelle: ARD-Hörspieldatenbank